# Concursul Muzical Eurovision 2018
Concursul Muzical Eurovision 2018 a fost cea de-a 63-a ediție a Concursului Muzical Eurovision. Aceasta a avut loc în Lisabona, Portugalia, în urma victoriei țării la ediția din 2017 organizată în Kiev, cu piesa „Amar pelos dois”, interpretată de Salvador Sobral. Concursul a fost câștigat de Israel cu piesa „Toy”, interpretată de Netta.

## Lista finală a țărilor participante

### Prima semifinală
- Prima semifinală a avut loc pe 8 mai 2018.
- Portugalia, Regatul Unit și Spania au votat în această semifinală.
- Cele mai bine plasate 10 țări în funcție de scor s-au calificat în finală.

| Ordine | Țară                | Limbă               | Artist             | Cântec                   | Traducere               | Loc | Puncte |
| ------ | ------------------- | ------------------- | ------------------ | ------------------------ | ----------------------- | --- | ------ |
| 01     | Azerbaidjan         | engleză             | Aisel              | „X My Heart”             | Jur cu mâna pe inimă    | 11  | 94     |
| 02     | Islanda             | engleză             | Ari Ólafsson       | „Our Choice”             | Alegerea noastră        | 19  | 15     |
| 03     | Albania             | albaneză            | Eugent Bushpepa    | „Mall”                   | Dor                     | 8   | 162    |
| 04     | Belgia              | engleză             | Sennek             | „A Matter of Time”       | O chestiune de timp     | 12  | 91     |
| 05     | Cehia               | engleză             | Mikolas Josef      | „Lie to Me”              | Vino peste mine         | 3   | 232    |
| 06     | Lituania            | engleză, lituaniană | Ieva Zasimauskaitė | „When We're Old”         | Când vom fi bătrâni     | 9   | 119    |
| 07     | Israel              | engleză             | Netta              | „Toy”                    | Jucărie                 | 1   | 283    |
| 08     | Belarus             | engleză             | Alekseev           | „Forever”                | Pentru totdeauna        | 16  | 65     |
| 09     | Estonia             | italiană            | Elina Nechayeva    | „La forza”               | Puterea                 | 5   | 201    |
| 10     | Bulgaria            | engleză             | Equinox            | „Bones”                  | Oase                    | 7   | 177    |
| 11     | Republica Macedonia | engleză             | Eye Cue            | „Lost and Found”         | Pierduți și găsiți      | 18  | 24     |
| 12     | Croația             | engleză             | Franka             | „Crazy”                  | Nebună                  | 17  | 63     |
| 13     | Austria             | engleză             | Cesár Sampson      | „Nobody but You”         | Nimeni în afară de tine | 4   | 231    |
| 14     | Grecia              | greacă              | Yianna Terzi       | „Oniro mou” (Όνειρό μου) | Visul meu               | 14  | 81     |
| 15     | Finlanda            | engleză             | Saara Aalto        | „Monsters”               | Monștri                 | 10  | 108    |
| 16     | Armenia             | armeană             | Sevak Hanaghian    | „Qami” (Քամի)            | Vânt                    | 15  | 79     |
| 17     | Elveția             | engleză             | ZiBBZ              | „Stones”                 | Pietre                  | 13  | 86     |
| 18     | Irlanda             | engleză             | Ryan O'Shaughnessy | „Together”               | Împreună                | 6   | 179    |
| 19     | Cipru               | engleză             | Eleni Foureira     | „Fuego”                  | Foc                     | 2   | 262    |

### A doua semifinală
- Cea de-a doua semifinală a avut loc pe 10 mai 2018.
- Germania, Franța și Italia au votat în această semifinală.
- Cele mai bine plasate 10 țări în funcție de scor s-au calificat în finală.

| Ordine | Țară              | Limbă         | Artist                        | Cântec                        | Traducere                        | Loc | Puncte |
| ------ | ----------------- | ------------- | ----------------------------- | ----------------------------- | -------------------------------- | --- | ------ |
| 01     | Norvegia          | engleză       | Alexander Rybak               | „That's How You Write a Song” | Așa se scrie un cântec           | 1   | 266    |
| 02     | România           | engleză       | The Humans                    | „Goodbye”                     | Adio                             | 11  | 107    |
| 03     | Serbia            | sârbă         | Sanja Ilić & Balkanika        | „Nova deca” (Нова деца)       | Copii noi                        | 9   | 117    |
| 04     | San Marino        | engleză       | Jessika feat. Jenifer Brening | „Who We Are”                  | Cine suntem                      | 17  | 28     |
| 05     | Danemarca         | engleză       | Rasmussen                     | „Higher Ground”               | Teren mai înalt                  | 5   | 204    |
| 06     | Rusia             | engleză       | Iulia Samoilova               | „I Won't Break”               | Nu voi ceda                      | 15  | 65     |
| 07     | Republica Moldova | engleză       | DoReDoS                       | „My Lucky Day”                | Ziua mea norocoasă               | 3   | 235    |
| 08     | Țările de Jos     | engleză       | Waylon                        | „Outlaw in 'Em”               | Bandit la interior               | 7   | 174    |
| 09     | Australia         | engleză       | Jessica Mauboy                | „We Got Love”                 | Avem dragostea de partea noastră | 4   | 212    |
| 10     | Georgia           | georgiană     | Iriao                         | „For You”                     | Pentru tine                      | 18  | 24     |
| 11     | Polonia           | engleză       | Gromee feat. Lukas Meijer     | „Light Me Up”                 | Aprinde-mă                       | 14  | 81     |
| 12     | Malta             | engleză       | Christabelle                  | „Taboo”                       | Tabu                             | 13  | 101    |
| 13     | Ungaria           | maghiară      | AWS                           | „Viszlát nyár”                | Adio, vară                       | 10  | 111    |
| 14     | Letonia           | engleză       | Laura Rizzotto                | „Funny Girl”                  | Fata amuzantă                    | 12  | 106    |
| 15     | Suedia            | engleză       | Benjamin Ingrosso             | „Dance You Off”               | Dansez ca să te uit              | 2   | 254    |
| 16     | Muntenegru        | muntenegreană | Vanja Radovanović             | „Inje”                        | Brumă                            | 16  | 40     |
| 17     | Slovenia          | slovenă       | Lea Sirk                      | „Hvala, ne!”                  | Nu, mulțumesc!                   | 8   | 132    |
| 18     | Ucraina           | engleză       | Mélovin                       | „Under the Ladder”            | Sub scară                        | 6   | 179    |

### Finală
- Finala a avut loc pe 12 mai 2018, în Altice Arena, în Lisabona.
- Numai grupul „Big Five” și țara-gazdă, Portugalia, s-au calificat automat în finală.
- Încă 20 de țări semifinaliste s-au calificat în finală. În total, au existat 26 de finaliști.

| Ordine | Țară              | Limbă               | Artist                     | Piesă                         | Traducere                        | Loc | Puncte |
| ------ | ----------------- | ------------------- | -------------------------- | ----------------------------- | -------------------------------- | --- | ------ |
| 01     | Ucraina           | engleză             | Mélovin                    | „Under the Ladder”            | Sub scară                        | 17  | 130    |
| 02     | Spania            | spaniolă            | Amaia și Alfred            | „Tu canción”                  | Cântecul tău                     | 23  | 61     |
| 03     | Slovenia          | slovenă             | Lea Sirk                   | „Hvala, ne!”                  | Nu, mulțumesc!                   | 22  | 64     |
| 04     | Lituania          | engleză, lituaniană | Ieva Zasimauskaitė         | „When We're Old”              | Când vom fi bătrâni              | 12  | 181    |
| 05     | Austria           | engleză             | Cesár Sampson              | „Nobody but You”              | Nimeni în afară de tine          | 3   | 342    |
| 06     | Estonia           | italiană            | Elina Nechayeva            | „La forza”                    | Forța                            | 8   | 245    |
| 07     | Norvegia          | engleză             | Alexander Rybak            | „That's How You Write a Song” | Așa se scrie un cântec           | 15  | 144    |
| 08     | Portugalia        | portugheză          | Cláudia Pascoal            | „O jardim”                    | Grădina                          | 26  | 39     |
| 09     | Regatul Unit      | engleză             | SuRie                      | „Storm”                       | Furtună                          | 24  | 48     |
| 10     | Serbia            | sârbă               | Sanja Ilić & Balkanika     | „Nova deca” (Нова деца)       | Copii noi                        | 19  | 113    |
| 11     | Germania          | engleză             | Michael Schulte            | „You Let Me Walk Alone”       | M-ai lăsat să umblu singur       | 4   | 340    |
| 12     | Albania           | albaneză            | Eugent Bushpepa            | „Mall”                        | Dor                              | 11  | 184    |
| 13     | Franța            | franceză            | Madame Monsieur            | „Mercy”                       | —                                | 13  | 173    |
| 14     | Cehia             | engleză             | Mikolas Josef              | „Lie to Me”                   | Vino peste mine                  | 6   | 281    |
| 15     | Danemarca         | engleză             | Rasmussen                  | „Higher Ground”               | Teren mai înalt                  | 9   | 226    |
| 16     | Australia         | engleză             | Jessica Mauboy             | „We Got Love”                 | Avem dragostea de partea noastră | 20  | 99     |
| 17     | Finlanda          | engleză             | Saara Aalto                | „Monsters”                    | Monștri                          | 25  | 46     |
| 18     | Bulgaria          | engleză             | Equinox                    | „Bones”                       | Oase                             | 14  | 166    |
| 19     | Republica Moldova | engleză             | DoReDoS                    | „My Lucky Day”                | Ziua mea norocoasă               | 10  | 209    |
| 20     | Suedia            | engleză             | Benjamin Ingrosso          | „Dance You Off”               | Dansez ca să te uit              | 7   | 274    |
| 21     | Ungaria           | maghiară            | AWS                        | „Viszlát nyár”                | Adio, vară                       | 21  | 93     |
| 22     | Israel            | engleză             | Netta                      | „Toy”                         | Jucărie                          | 1   | 529    |
| 23     | Țările de Jos     | engleză             | Waylon                     | „Outlaw in 'Em”               | Bandit la interior               | 18  | 121    |
| 24     | Irlanda           | engleză             | Ryan O'Shaughnessy         | „Together”                    | Împreună                         | 16  | 136    |
| 25     | Cipru             | engleză             | Eleni Foureira             | „Fuego”                       | Foc                              | 2   | 436    |
| 26     | Italia            | italiană            | Ermal Meta & Fabrizio Moro | „Non mi avete fatto niente”   | Nu mi-ați făcut nimic            | 5   | 308    |

## Transmisiuni internaționale și votare

### Purtători de cuvânt
| Țara                | Purtători de cuvânt             |
| ------------------- | ------------------------------- |
| Germania            | Barbara Schöneberger            |
| Cipru               | Hovig                           |
| Georgia             | Tamara Gaceciladze              |
| Spania              | Nieves Álvarez                  |
| Israel              | Lucy Ayoub                      |
| Regatul Unit        | Mel Giedroyc                    |
| Grecia              | Olina Xenopoulou                |
| Belgia              | Danira Boukhriss Terkessidis    |
| Suedia              | Felix Sandman                   |
| Slovenia            | Maja Keuc                       |
| Franța              | Élodie Gossuin                  |
| Polonia             | Mateusz Szymkowiak              |
| Italia              | Giulia Valentina Palermo        |
| Elveția             | Letícia Carvalho                |
| Australia           | Ricardo Gonçalves               |
| Estonia             | Ott Evestus                     |
| Islanda             | Edda Sif Pálsdóttir             |
| Țările de Jos       | O'G3NE                          |
| România             | Sonia Argint-Ionescu            |
| San Marino          | John Kennedy O'Connor           |
| Ucraina             | Nata Jîjcenko                   |
| Republica Macedonia | Jana Burčeska                   |
| Ungaria             | Forró Bence                     |
| Austria             | Kati Bellowitsch                |
| Rusia               | Alsou                           |
| Irlanda             | Nicky Byrne                     |
| Finlanda            | Anna Abreu                      |
| Muntenegru          | Natasa Sotra                    |
| Cehia               | Radka Rosická                   |
| Norvegia            | Aleksander Walmann              |
| Bulgaria            | Joanna Dragneva                 |
| Portugalia          | Pedro Ricardo Pacheco Fernandes |
| Azerbaidjan         | Tural Asadov                    |
| Belarus             | Naviband                        |
| Malta               | Lara Azzopardi                  |
| Danemarca           | Ulla Essendrop                  |
| Letonia             | Dagmara Legante                 |
| Republica Moldova   | Julieta Ardovan                 |
| Croația             | Uršula Tolj                     |
| Serbia              | Dragana Kosjerina               |
| Armenia             | Arsen Grigoryan                 |
| Polonia             | Mateusz Szymkowiak              |
| Lituania            | Eglė Daugėlaitė                 |